# Лурд, Билли
Би́лли Кэ́трин Лурд (англ. Billie Catherine Lourd; род. 17 июля 1992) — американская актриса. Наиболее известна по роли Шанель #3 в телесериале «Королевы крика» и участием в сериале-антологии «Американская история ужасов». Дочь актрисы Кэрри Фишер и агента по поиску талантов Брайана Лурда.

## Ранние годы
Лурд родилась в Лос-Анджелесе, Калифорния, в семье актрисы Кэрри Фишер и агента по поиску талантов Брайана Лурда. Она является внучкой актрисы Дебби Рейнольдс и певца Эдди Фишера, а также племянницей Тодда Фишера, Джоэли Фишер и Триши Ли Фишер. У неё есть сестра Ава от брака её отца с Брюсом Боззи, которую её отец легально удочерил. Со стороны матери Лурд имеет английские, еврейские, шотландские и ирландские корни. Её крёстной матерью является актриса Мерил Стрип, а крёстным отцом — писатель Брюс Вагнер.
Лурд изучала религию и психологию в Нью-Йоркском университете, который окончила в 2014 году.

## Карьера
Лурд исполнила роль лейтенанта Конникс в фильме 2015 года «Звёздные войны: Пробуждение силы». Она прослушивалась на роль Рей, но её получила Дейзи Ридли. Лурд также появилась в следующем эпизоде «Звёздных войн», «Последние джедаи», а также в последнем эпизоде саги «Звёздные войны: Скайуокер. Восход».
В феврале 2015 года Лурд присоединилась к касту сериала «Королевы крика». Её персонаж — богатая наследница, ученица Уоллеского университета — Шанель #3, которая носит меховые наушники, что является отсылкой к причёске Леи Органы.
В декабре 2015 года Лурд присоединилась к актёрскому составу фильма «Клуб миллиардеров», премьера которого состоялась в августе 2018 года.
В 2016 году Лурд вернулась к роли во втором сезоне «Королев крика». Она присоединилась к актёрскому составу седьмого сезона сериала «Американская история ужасов», исполнив роль Уинтер Андерсон, а также Линды Касабиан, бывшего члена секты «Семья» Чарльза Мэнсона. Она также вернулась к «Американской истории ужасов» в восьмом сезоне.
В 2019 году Лурд появилась с ролью в режиссёрском дебюте Оливии Уайлд, фильме «Образование».

## Личная жизнь
С февраля 2015 года находится в отношениях с актёром Остином Райдэллом, с которым до этого близко общалась на протяжении трёх лет. В ноябре 2016 года Билли и Остин расстались, но в октябре 2017 года вновь воссоединились. В июне 2020 года Лурд и Райдэлл объявили о помолвке. 22 сентября 2020 года у пары родился сын Кингстон Фишер Лурд Райдэлл. 12 марта 2022 года они поженились в Мексике. В сентябре 2022 года стало известно, что Билли и Остин ожидают рождения второго ребёнка. 12 декабря 2022 года у пары родилась дочь Джексон Джоан Лурд Райдэлл.

## Фильмография

### Кино
| Год  | Русское название                  | Оригинальное название            | Роль                                                  | Примечания                                             |
| ---- | --------------------------------- | -------------------------------- | ----------------------------------------------------- | ------------------------------------------------------ |
| 2015 | Звёздные войны: Пробуждение силы  | Star Wars: The Force Awakens     | лейтенант Кайдел Ко Конникс                           |                                                        |
| 2017 | Звёздные войны: Последние джедаи  | Star Wars: The Last Jedi         | лейтенант Кайдел Ко Конникс                           |                                                        |
| 2018 | Клуб миллиардеров                 | Billionaire Boys Club            | Розанна Тикпурт                                       |                                                        |
| 2019 | Образование                       | Booksmart                        | Джиджи                                                |                                                        |
| 2019 | Звёздные войны: Скайуокер. Восход | Star Wars: The Rise of Skywalker | лейтенант Кайдел Ко Конникс, Лея Органа (во флешбэке) |                                                        |
| 2022 | Билет в рай                       | Ticket to Paradise               | Рен Батлер                                            |                                                        |
| 2024 | И миссис                          | And Mrs                          | Одри                                                  |                                                        |
| 2024 | Шоугёрл                           | The Last Showgirl                | Ханна Гарднер                                         | Специальный приз жюри (Кинофестиваль в Сан-Себастьяне) |
| 2025 | Смурфики в кино                   | Smurfs                           | Тревожник                                             | Озвучка                                                |
|      | Искусственный                     | Artificial                       |                                                       |                                                        |

### Телевидение
| Год       | Русское название                           | Оригинальное название                 | Роль                  | Примечания                           |
| --------- | ------------------------------------------ | ------------------------------------- | --------------------- | ------------------------------------ |
| 2015—2016 | Королевы крика                             | Scream Queens                         | Шанель #3             | Постоянная роль, 23 эпизода          |
| 2017      | Американская история ужасов: Культ         | American Horror Story: Cult           | Уинтер Андерсон       | Постоянная роль, 10 эпизодов         |
| 2017      | Американская история ужасов: Культ         | American Horror Story: Cult           | Линда Касабиан        | Эпизод: «Charles (Manson) in Charge» |
| 2018      | Американская история ужасов: Апокалипсис   | American Horror Story: Apocalypse     | Мэллори               | Постоянная роль, 8 эпизодов          |
| 2019      | Американская история ужасов: 1984          | American Horror Story: 1984           | Монтана Дьюк          | Постоянная роль, 9 эпизодов          |
| 2020      | Уилл и Грейс                               | Will & Grace                          | Фиона Адлер           | Эпизод: «Bi-plane»                   |
| 2021      | Американские истории ужасов                | American Horror Stories               | Лив Уитли             | Эпизод: «BA’AL»                      |
| 2021      | Американская история ужасов: Двойной сеанс | American Horror Story: Double Feature | Лесли «Ларк» Фельдман | Постоянная роль, 2 эпизода           |
| 2022      | Американская история ужасов: Нью-Йорк      | American Horror Story: NYC            | доктор Ханна Уэллс    | 7 эпизодов                           |
| 2023—2024 | Американская история ужасов: Нежность      | American Horror Story: Delicate       | Эшли                  | 3 эпизода                            |

### Комментарии
1. ↑  совместно с Кирнан Шипкой, Памелой Андерсон, Брендой Сонг, Дейвом Баутистом и Джейми Ли Кёртис[28]